# Ichneutica
Ichneutica é um gênero de traça pertencente à família Arctiidae.